# John Owen (politico)
John Owen (21 agosto 1787 – 9 ottobre 1841) è stato un politico statunitense, fu il 24º governatore dello stato americano della Carolina del Nord, nonché il primo governatore democratico dello stato, in carica dal 1828 al 1830.

## Biografia
Owen nacque nella contea di Bladen, in Carolina del Nord; era figlio di Thomas Owen, giudice e membro della legislatura statale. Frequentò brevemente l’Università della Carolina del Nord a Chapel Hill, senza tuttavia conseguire la laurea.
Nel 1812, fu eletto alla Camera dei rappresentanti della Carolina del Nord, dove prestò servizio per due anni; successivamente fu eletto al Senato della Carolina del Nord (1819–1820, 1827–1828). Fece parte anche del Consiglio di Stato dal 1824 al 1827, sotto i governatori Hutchins Gordon Burton e James Iredell Jr.. Tornò al Senato nel 1827, ma nel dicembre 1828 fu eletto governatore dalla legislatura statale, sconfiggendo per pochi voti Richard Dobbs Spaight Jr. (96 a 92).
Owen ricoprì due mandati consecutivi annuali come governatore, durante i quali promosse l’istruzione pubblica e servì contemporaneamente come presidente del consiglio dei fiduciari dell’Università della Carolina del Nord. Fu nominato per un terzo mandato, ma rifiutò la candidatura; nello stesso anno perse per un solo voto (a favore di Willie P. Mangum) la nomina a rappresentare la Carolina del Nord al Senato degli Stati Uniti.

Nel 1831, Omar ibn Said, uno schiavo del fratello di John, James Owen, scrisse:
"[...] Dio mi ha condotto nelle mani di un uomo buono che teme Dio e ama fare opere buone; si chiama [James] Owen e suo fratello si chiama John Owen. Quei due sono uomini buoni. Ora vivo [con loro] in un luogo chiamato Bladen."
Ibn Said scrisse inoltre della famiglia di John:
"E la moglie di John Owen si chiama Louisa, è una brava moglie. Ha dato alla luce tre femmine e due maschi. Di quei figli, tre morirono e due sopravvissero."
Nel 1835, Owen fu un membro influente della Convenzione costituzionale della Carolina del Nord; in quell’occasione sostenne il diritto di voto per i cittadini neri proprietari terrieri e si oppose ai test religiosi per l'accesso alle cariche pubbliche.
Sebbene in gioventù fosse affiliato al Partito Democratico di Andrew Jackson, nel 1839 presidette il primo congresso statale del nascente Partito Whig; tre settimane dopo fu presidente anche della Convenzione Nazionale Whig a Harrisburg, in Pennsylvania. Gli fu offerto il posto di vicepresidente nella lista elettorale di William Henry Harrison, ma rifiutò la candidatura. Se l’avesse accettata, Owen sarebbe potuto diventare Presidente degli Stati Uniti d'America dopo la morte prematura di Harrison, al posto di John Tyler.
Owen si ritirò nella sua fattoria nella contea di Chatham, in Carolina del Nord, dove morì mentre si trovava a Pittsboro, il 9 ottobre 1841. Fu sepolto nel cimitero della chiesa episcopale di San Bartolomeo a Pittsboro.